# Zephaniah Swift Moore
Pour les articles homonymes, voir Moore.
Zephaniah Swift Moore, né le 20 novembre 1770  à Palmer dans le Massachusetts et mort le 30 juin 1823, est président du Williams College entre 1815 et 1821 et président du Amherst College entre 1821 et 1823.

## Biographie
Zephaniah Swift Moore, né le 20 novembre 1770 à Palmer dans le Massachusetts, est le fils de Judah Moore et Mary Swift, des agriculteurs. 
Il déménage avec sa famille à Wilmington dans le Vermont en 1778 et passe les dix années suivantes à travailler sur la ferme de son père. Ayant fait preuve d'une curiosité naturelle et d'un désir d'apprendre, il fréquente l'Académie de Bennington (Vt.), puis entre au Dartmouth College en 1789. Diplômé de Dartmouth en 1793 avec un B.A. en études classiques, il passe l'année académique suivante comme directeur de l'Académie Londonderry (N.H.).